# Беково (Біловський округ)
Бе́ково (рос. Беково) — село у складі Біловського округу Кемеровської області, Росія.

## Населення
Населення — 704 особи (2010; 764 у 2002).
Національний склад (станом на 2002 рік):
- росіяни — 56 %
- телеути — 36 %